# Tate McRae
Tate Rosner McRae (ur. 1 lipca 2003 w Calgary) – kanadyjska piosenkarka, autorka tekstów i tancerka. W wieku 13 lat zyskała rozgłos jako pierwsza kanadyjska finalistka w amerykańskim programie reality show So You Think You Can Dance. McRae podpisała kontrakt z RCA Records 2019 roku po tym, jak jej piosenki zyskały popularność w internecie, w tym jej wiralowy hit z 2017 roku „One Day”, a w styczniu następnego roku wydała swój debiutancki minialbum All the Things I Never Said (2020). Jej singiel z 2020 roku, „You Broke Me First”, stał się międzynarodowym hitem i osiągnął 17. miejsce na liście Billboard Hot 100. W 2021 roku McRae była najmłodszym muzykiem, który znalazł się na liście Forbesa "30 Under 30".
Jej drugi minialbum, Too Young to Be Sad (2021), był najczęściej odtwarzanym żeńskim minialbumem roku 2021 na Spotify. Jej debiutancki album studyjny, I Used to Think I Could Fly (2022), spotkał się z pozytywnym przyjęciem krytyków i osiągnął 13. miejsce na liście Billboard 200 w Stanach Zjednoczonych, a także znalazł się w pierwszej dziesiątce w kilku krajach. Rozwijając bardziej popowy wizerunek, singiel McRae z 2023 roku, „Greedy”, odniósł jej największy komercyjny sukces; osiągnął szczyt na liście Canadian Hot 100 i zajął trzecie miejsce na liście Billboard Hot 100. Jego następca, „Exes”, osiągnął odpowiednio miejsca dziewiąte i 34 na listach przebojów i poprzedził wydanie jej drugiego albumu studyjnego, Think Later (2023), który zadebiutował w pierwszej piątce w różnych krajach.

## Wczesne lata i edukacja
Tate Rosner McRae urodziła się w Calgary, w prowincji Alberta, w Dniu Kanady w 2003 roku. Jej ojciec jest Kanadyjczykiem szkockiego pochodzenia, a matka pochodzi z Niemiec. W wieku czterech lat, z powodu pracy ojca, przeniosła się z rodziną do Omanu, gdzie jej matka prowadziła lekcje tańca. Mieszkała tam przez trzy lata. Podczas pobytu w Omanie McRae uczęszczała do American International School Muscat (TAISM). McRae zaczęła rekreacyjnie trenować taniec w wieku sześciu lat. Po powrocie do Calgary, w wieku ośmiu lat, zaczęła intensywnie trenować taniec i rywalizować z Drewitz Dance Productions. Od 11 roku zaczęła trenować we wszystkich stylach tańca w YYC Dance Project, firmie tanecznej należącej do jej matki, a także odbyła szkolenie baletowe w School of Alberta Ballet. McRae uczęszczała do Western Canada High School i ukończyła szkołę online w 2022 roku.

## Kariera

### 2013–2018: Kariera taneczna
McRae była aktorką głosową dla franczyzy Lalaloopsy, użyczając głosu postaci Spot Splatter Splash od początku serialu w 2013 roku aż do jego zakończenia w 2015 roku.
McRae zdobyła tytuł Mini Best Female Dancer na The Dance Awards 2013 w Nowym Jorku. Po zdobyciu pewnej popularności została ambasadorką marki amerykańskiego producenta odzieży tanecznej Capezio. Została finalistką National Gala New York City Dance Alliance w 2014 roku.
W 2015 roku McRae otrzymała dwutygodniowe stypendium w Berlin State Ballet po zdobyciu srebrnego medalu jako solistka i brązowego medalu za duet na Youth America Grand Prix 2015. Tańczyła w teledysku do platynowego singla „Rule The World” zespołu Walk off the Earth. Po raz drugi McRae zdobyła nagrodę Best Female Dancer na The Dance Awards 2015, tym razem w kategorii Junior.
W czerwcu 2016 roku wystąpiła na koncercie Justina Biebera w Calgary podczas Purpose World Tour, towarzysząc mu w wykonaniu utworu „Children”. W kwietniu 2016 roku McRae wystąpiła w The Ellen DeGeneres Show jako część grupy  DancerPalooza. W czerwcu 2016 roku wzięła udział w trzynastym sezonie amerykańskiego programu telewizyjnego So You Think You Can Dance. Walcząc o tytuł ulubionej tancerki Ameryki jako osoba spoza Ameryki, jej mentorką była amerykańska tancerka i aktorka Kathryn McCormick. Awansowała dalej w konkursie niż jakikolwiek inny Kanadyjczyk w historii programu, zajmując trzecie miejsce w finale. Prezenter kanadyjskiej telewizji Murtz Jaffer z Toronto Sun skomentował: „Fakt, że Kanadyjczycy nie mogli głosować na Tate, czyni jej trzecie miejsce jeszcze bardziej imponującym. Chociaż może nie została wybrana na ulubioną tancerkę Ameryki, z pewnością może być ulubioną tancerką Kanady”. WWystąpiła na Teen Choice Awards 2016 jako finalistka z obsady SYTYCD. W październiku 2016 roku ponownie wystąpiła w The Ellen DeGeneres Show jako część trupy Jump Dance Convention.
W kwietniu 2017 roku pojawiła się na okładce magazynu Dance Spirit. W maju 2017 roku wystąpiła w pas de deux w przedstawieniu Alberta Ballet Company „Our Canada” w choreografii Jeana Grand-Maître’a. W listopadzie 2017 roku, po wykonaniu tańca do piosenki Demi Lovato „Tell Me You Love Me”, została zaproszona przez Lovato na próbę z tancerzami przed występem na American Music Awards. Po raz trzeci zdobyła tytuł Best Female Dancer na The Dance Awards 2018 w Las Vegas, tym razem w kategorii Teen, stając się pierwszą tancerką w historii tego konkursu, która wygrała we wszystkich kategoriach od mini do teen. W kwietniu 2018 roku choreografowała i tańczyła w teledysku do piosenki „Just Say When” amerykańskiego zespołu rockowego Nothing More.

### 2017–2019: Początki kariery muzycznej
Od momentu powstania w 2011 roku, kanał YouTube McRae zawierał regularnie publikowane filmy, głównie związane z tańcem. W 2017 roku rozpoczęła serię Create With Tate, skupiającą się na prezentowaniu oryginalnych piosenek, które napisała i nagrała w swojej sypialni. Jej pierwszy utwór z serii, „One Day”, który napisała w wieku 14 lat, przyciągnął ponad 40 milionów wyświetleń, co skłoniło ją do samodzielnego wydania piosenki jako niezależnego singla. Utwór ten ostatecznie uzyskał status złotej płyty w Kanadzie, co było jej pierwszym takim wyróżnieniem w karierze. Od 2017 do 2019 roku McRae kontynuowała publikowanie i wydawanie niezależnych singli w ramach serii Create With Tate. Do najbardziej znanych piosenek należą „Dear Ex Best Friend” z ponad 50 milionami wyświetleń oraz „Dear Parents” z ponad 20 milionami wyświetleń. Seria ta przyczyniła się do uznania jej za YouTube Artist on the Rise.
Jej wcześniejsze opublikowanie utworu „One Day” przyciągnęło uwagę 11 wytwórni płytowych. Ostatecznie w sierpniu 2019 roku podpisała kontrakt z RCA Records, ponieważ wspierali ją w utrzymaniu kariery tanecznej równolegle z muzyczną. Po podpisaniu kontraktu McRae ogłosiła w grudniu 2019 roku swój debiutancki minialbum All the Things I Never Said. Wydała pięcioutworowy minialbum 24 stycznia 2020 roku i ogłosiła swoją pierwszą trasę koncertową po Europie i Ameryce Północnej. Każdy przystanek na trasie był wyprzedany. Trasa otrzymała cztery z pięciu gwiazdek od Roisin O’Connor z The Independent, która opisała McRae jako imponującą wykonawczynię.
Główny singiel z minialbumu, „Tear Myself Apart”, został napisany wspólnie przez Billie Eilish i Finneasa O’Connella. Ostatni singiel z minialbumu, „Stupid”, pojawił się na listach przebojów w Irlandii i Kanadzie, zdobywając znaczną popularność radiową w tej drugiej, osiągając miejsce w pierwszej piętnastce kanadyjskich list popowych. „Stupid” zyskał w Kanadzie status złotej płyty. Utwór „That Way” z minialbumu przeżył renesans w 2021 roku po tym, jak stał się wiralem na TikToku i pojawił się na listach przebojów w Wielkiej Brytanii i Irlandii. McRae wydał remiks utworu „That Way” z Jeremym Zuckerem 3 września 2021 roku. Do grudnia 2023 roku minialbum zgromadził ponad 729 milionów streamów na Spotify.

### 2020–2021:Too Young to Be Sad

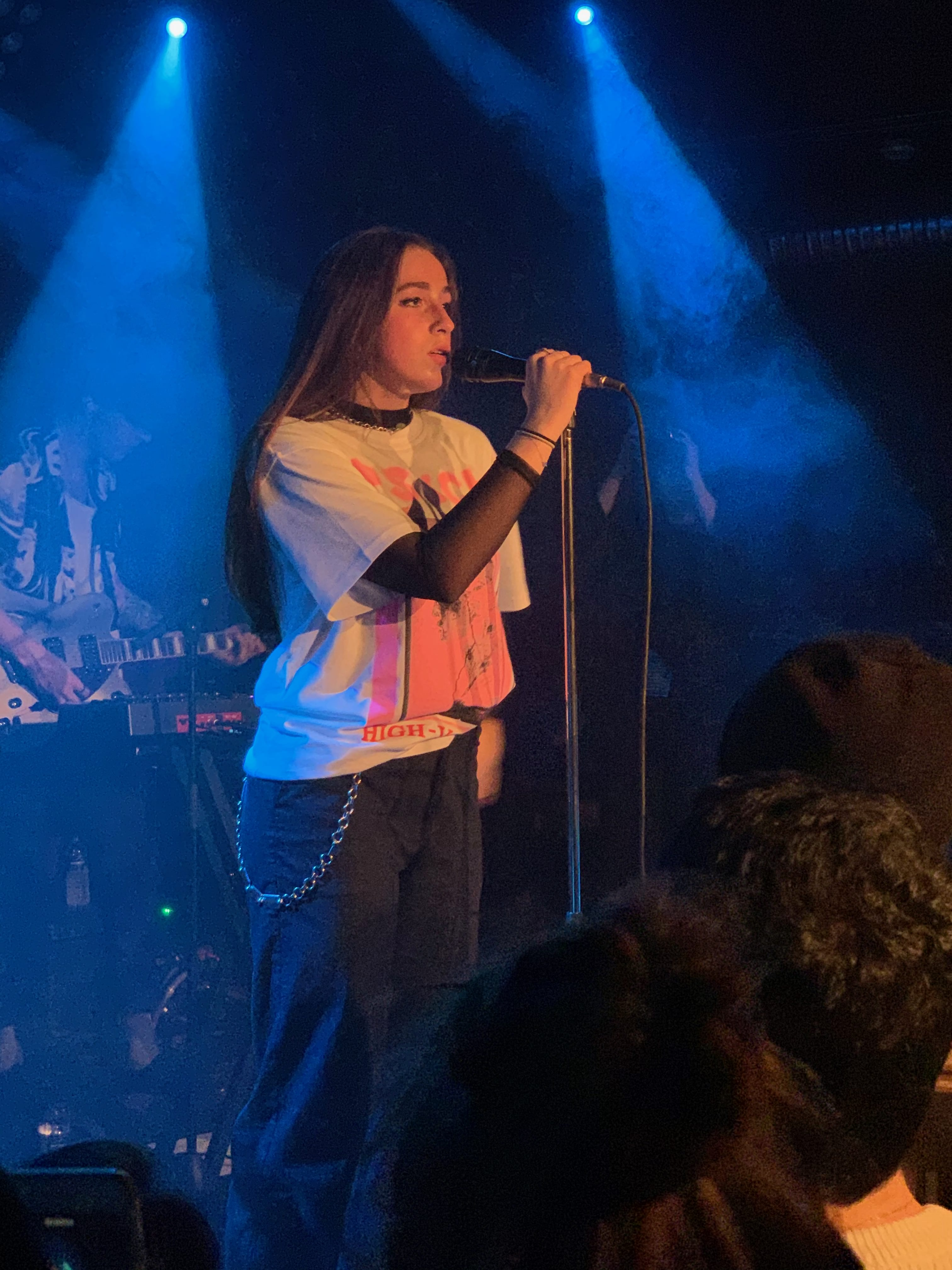
McRae w Berlinie w lutym 2020 roku.

W kwietniu 2020 roku McRae wydała singiel „You Broke Me First” jako główny singiel z jej drugiego minialbumu zatytułowanego Too Young to Be Sad. Piosenka odniosła międzynarodowy sukces, osiągając czołowe dziesiątki list przebojów w kilku krajach i stając się jej pierwszym singlem, który znalazł się na liście Billboard Hot 100. Była to również najdłużej notowana piosenka wydana przez artystkę na Billboard Hot 100 w 2020 roku, utrzymując się na liście przez 38 tygodni. Utwór osiągnął pierwsze miejsce na liście Mediabase Top 40, bijąc rekord najdłuższego wspinania się na pierwsze miejsce przez solową artystkę, co zajęło 28 tygodni.
McRae wydała singiel „Vicious” z udziałem amerykańskiego rapera Lil Mosey w czerwcu 2020 roku oraz „Don't Be Sad” w sierpniu 2020 roku. Została nominowana do nagrody MTV Video Music Award dla najlepszego nowego artysty Push i wykonała „You Broke Me First” na podczas pre-show VMAs We wrześniu 2020 roku pojawiła się na okładce magazynu Dork.
McRae zadebiutowała w amerykańskim programie telewizyjnym Jimmy Kimmel Live! 21 października, wykonując „You Broke Me First”. W tym samym miesiącu wydała singiel „Lie to Me” z kanadyjskim piosenkarzem Ali Gatie. W listopadzie 2020 roku ponownie wykonała „You Broke Me First” na gali MTV Europe Music Awards 2020. W listopadzie 2020 roku pojawiła się na okładce magazynu Notion. W grudniu 2020 roku wydała „r u ok”, drugi singiel z nadchodzącego minialbumu.
McRae zyskał znaczące uznanie jako wschodząca artystka w 2020 roku, zdobywając tytuł „Artysty zyskującego popularność” YouTube, MTV's Push Artist w lipcu oraz Vevo DSCVR artist. Znalazła się na liście Billboard's 21 Under 21 One to Watch i została wymieniona przez Pandorę, The Independent, NME, Amazon Music i Uproxx jako artystka, na którą warto zwrócić uwagę w 2021 roku. W grudniu 2020 roku była najmłodszą osobą wymienioną na liście Forbes 30 Under 30 w kategorii muzyka. W tym samym miesiącu została uznana przez Rolling Stone za jedną z dziesięciu największych przełomowych artystów 2020 roku i znalazła się na liście TikTok „The Come Up: Emerging Artists" jako jedna z najlepszych wschodzących artystek na platformie. Została również przedstawiona w serii Harper's Bazaar „On the Rise". Pod koniec roku, po sukcesie „You Broke Me First”, podpisała globalny kontrakt wydawniczy z Sony/ATV.
W styczniu 2021 roku McRae wykonała „You Broke Me First” w programie The Tonight Show Starring Jimmy Fallon. Następnego dnia wydała utwór „Rubberband” jako trzeci singiel z nadchodzącego minialbumu. 3 marca 2021 roku wydała singiel „Slower” i ogłosiła swój drugi minialbum zatytułowany Too Young to Be Sad, który ukazał się 26 marca 2021 roku. Tego samego dnia została ogłoszona jako artystka Apple Music Up Next. W marcu 2021 roku McRae pojawiła się w programie Jimmy Kimmel Live! wykonując „Slower”, i otrzymała dwie nominacje do nagrody Juno.
16 kwietnia 2021 roku McRae wydała utwór „You” wraz z Regardem i Troye Sivanem. 8 maja 2021 roku McRae zorganizowała wirtualnym koncercie Too Young to Be Sad. Koncert został pochwalony przez Ali Shutlera z NME, który przyznał mu ocenę cztery gwiazdki, opisując go jako elegancki, imponujący, pełen widowiskowych momentów z ambicją gwiazdy popu. Później tego miesiąca podpisała swój pierwszy kontrakt reklamowy z Essentia Water. W maju 2021 roku McRae była nominowana do nagrody Social Star Award na IHeartRadio Music Awards  i wykonała „You” z Regardem i Troye Sivanem w programie The Tonight Show Starring Jimmy Fallon. Pod koniec miesiąca znalazła się na ścieżce dźwiękowej do oryginalnego serialu Amazon Panic z utworem „Darkest Hour”.
W czerwcu 2021 roku McRae wystąpiła gościnnie w utworze „U love U” zespołu Blackbear,  wykonała „Lie to Me” na gali Juno Awards 2021 oraz wydała utwór „Working” we współpracy z Khalidem. W sierpniu 2021 roku McRae pojawiła się na okładce magazynu Hunger. W październiku 2021 roku znalazła się na liście Billboard's 21 under 21 na 2021 rok oraz na liście One to Watch magazynu People na 2021 rok. W listopadzie 2021 roku była na okładce magazynu Numéro. Pod koniec 2021 roku jej minialbum Too Young to Be Sad zgromadził ponad 1 miliard streamów na Spotify, stając się najczęściej streamowanym minialbumem 2021 roku przez artystkę na Spotify. Minialbum został nominowany do nagrody Album of the Year oraz Pop Album of the Year na Juno Awards 2022.

### 2021–2022:I Used to Think I Could Fly
11 listopada 2021 roku McRae wydała „Feel Like Shit”, główny singiel ze swojego debiutanckiego albumu studyjnego I Used to Think I Could Fly, który ukazał się 27 maja 2022 roku. W styczniu 2022 roku została nominowana do trzech nagród iHeart Radio Awards.
„She’s All I Wanna Be”, drugi singiel z albumu, został wydany 4 lutego 2022 roku. Piosenka osiągnęła pierwszą dziesiątkę list przebojów w Kanadzie, Irlandii, Norwegii, Singapurze i Belgii. Znalazła się także w Top 40 w kilku innych krajach. Zadebiutowała na 52. miejscu w USA, stając się wówczas jej najwyższym debiutem na liście Hot 100. W lutym 2022 roku McRae została ogłoszona ambasadorką marki Maybelline i twarzą ich nowego płynnego koloru do ust Vinyl Ink.
McRae wydała „Chaotic”, trzeci singiel z albumu, 25 marca 2022 roku, a 13 maja 2022 roku wydała „What Have You Do?” jako czwarty singiel. 3 czerwca 2022 roku Tate wydała teledysk do swojego singla „don't come back” ekskluzywnie na TikToku, a następnie 11 lipca 2022 roku opublikowała wersję pionową teledysku na YouTube.
We wrześniu 2022 roku McRae wydała singiel „uh oh”. W listopadzie 2022 roku pojawiła się w utworze „10:35” Tiësto, promującym otwarcie luksusowego kurortu Atlantis The Royal w Dubaju.  Piosenka stała się jej drugim utworem, który znalazł się w pierwszej dziesiątce listy przebojów w Wielkiej Brytanii. Osiągnęła również pierwszą dziesiątkę w dziesięciu innych krajach.

### 2023–2024:Think Later

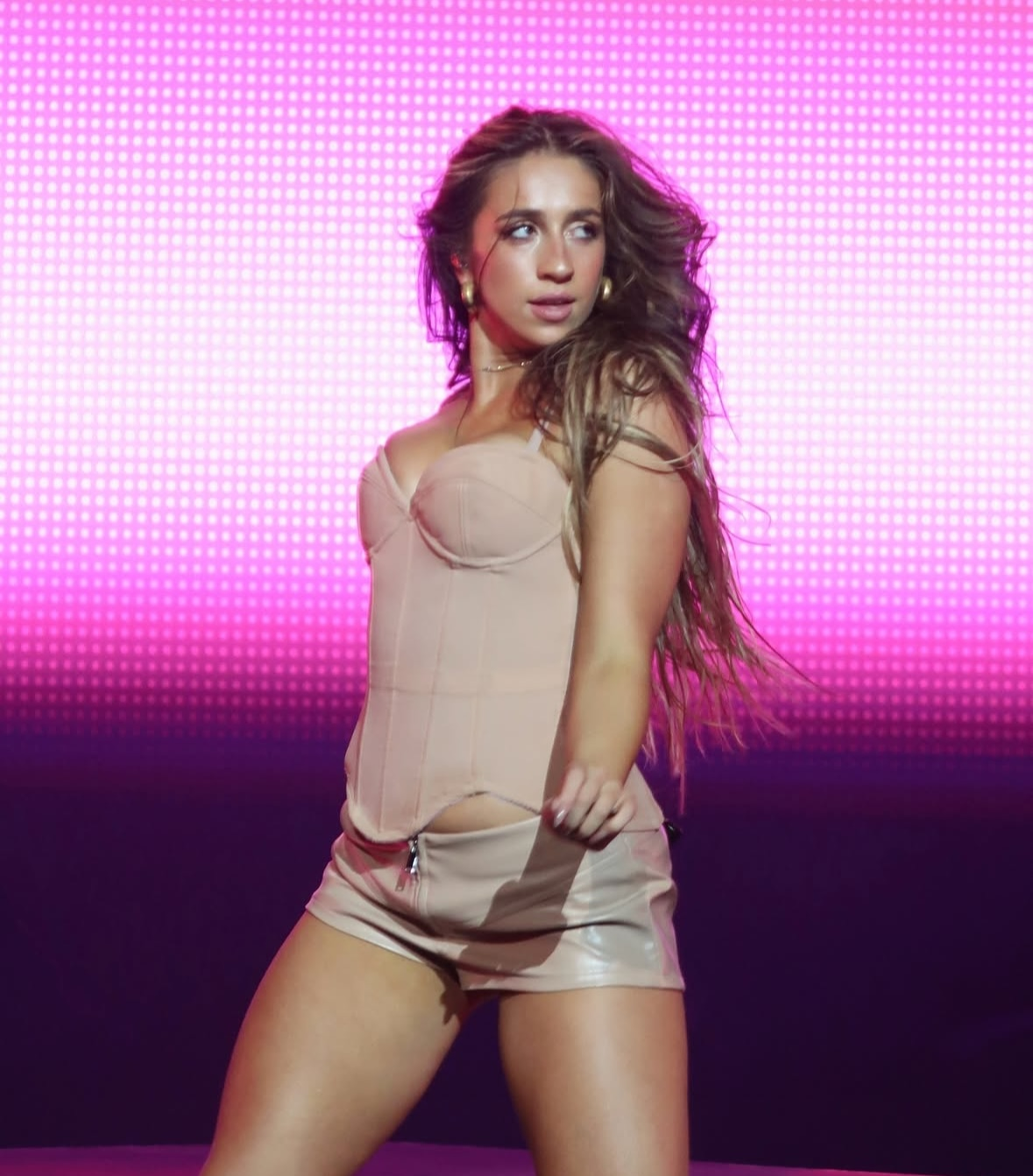
McRae występująca w Manili w 2024 roku

McRae była nominowana do pięciu nagród Juno w 2023 roku i wystąpiła na ceremonii. W marcu 2023 roku McRae nawiązała współpracę z MCM Worldwide przy ich kampanii wiosenno-letniej 2023, wykonując utwory „uh oh” i „She’s All I Wanna Be”. 15 września 2023 roku wydała „Greedy” jako główny singiel ze swojego drugiego albumu studyjnego Think Later. „Greedy” stało się jej największym debiutem na Spotify i pierwszym utworem, który znalazł się w pierwszej dziesiątce Global Spotify Charts. Debiutował na pierwszym miejscu w Norwegii i Danii oraz osiągnął szczyt list przebojów w kilku krajach, w tym w Kanadzie, Danii, Austrii i Holandii, a także na Billboard Global 200, co uczyniło go jej pierwszym oficjalnym singlem numer jeden na świecie.
Drugi album studyjny McRae, Think Later, został oficjalnie wydany 8 grudnia 2023 roku. Album spotkał się z mieszanką pozytywnych i negatywnych opinii zarówno fanów, jak i krytyków, przy czym Rolling Stone zauważył wpływy M.I.A. i Ariany Grande na projekt, stwierdzając, że w przypadku tej drugiej Think Later „oznaczał przełomowy moment w karierze McRae, gdy wydobyła się z gruzów żalu, złamanego serca i wewnętrznych konfliktów”. Think Later zadebiutował w pierwszej piątce list przebojów w Stanach Zjednoczonych, Wielkiej Brytanii, Kanadzie, Nowej Zelandii, Australii, Belgii i Norwegii.
Drugi singiel z albumu, „Exes”, został wydany 17 listopada 2023 roku i osiągnął szczyt w pierwszej dziesiątce list przebojów w Kanadzie i Holandii, pierwszej dwudziestce w Wielkiej Brytanii i Australii oraz pierwszej czterdziestce w Stanach Zjednoczonych. 18 listopada 2023 roku wykonała „Greedy” i nieopublikowaną jeszcze piosenkę zatytułowaną „Grave"” w programie Saturday Night Live. Zadebiutowała także na gali wręczenia amerykańskich nagród utworem „Greedy” na Billboard Music Awards 19 listopada 2023 roku. McRae wystąpiła podczas meczu All-Star NHL 2024 w Toronto w lutym 2024 roku. W marcu 2024 roku zadebiutowała na Brit Awards utworem „Greedy”, a następnie wykonała „Greedy” i „Exes” na iHeartRadio Music Awards. McRae zdobyła nagrodę Juno dla Artystki Roku oraz nagrodę za Singiel Roku za „Greedy” na Juno Awards 2024.

### Od 2024:So Close to What
We wrześniu 2024 roku McRae wydała singiel „It's OK I'm OK”, który odniósł komercyjny sukces, znajdując się na listach przebojów w kilku krajach na całym świecie i stając się jej najwyższym debiutem na liście przebojów Billboard Hot 100 na 20. miejscu. W listopadzie wydała drugi singiel „2 Hands”, który osiągnął 41. miejsce na liście Hot 100 i 22. miejsce w Kanadzie. Oprócz drugiego singla McRae ogłosiła swój trzeci album studyjny So Close to What, wydany 21 lutego 2025 roku, wraz z planami trasy koncertowej Miss Possessive Tour, która ma się rozpocząć miesiąc po wydaniu albumu. „So Close To What” stał się pierwszym numerem 1 McRae na liście Billboard 200. Zadebiutował na pierwszym miejscu na liście. Jej trzeci singiel „Sports Car” został wydany 24 stycznia 2025 roku.

## Dyskografia

### Albumy studyjne
| Rok  | Album | Najwyższe pozycje na listach | Najwyższe pozycje na listach | Najwyższe pozycje na listach | Najwyższe pozycje na listach | Najwyższe pozycje na listach | Najwyższe pozycje na listach | Najwyższe pozycje na listach | Najwyższe pozycje na listach | Najwyższe pozycje na listach | Certyfikat                                                      |
| Rok  | Album | CAN                          | AUS                          | IRE                          | NLD                          | NOR                          | NZ                           | SWE                          | UK                           | US                           | Certyfikat                                                      |
| ---- | --- | ---------------------------- | ---------------------------- | ---------------------------- | ---------------------------- | ---------------------------- | ---------------------------- | ---------------------------- | ---------------------------- | ---------------------------- | --------------------------------------------------------------- |
| 2022 | I Used to Think I Could Fly - Data wydania: 27 maja 2022 - Wytwórnia: RCA - Format: kaseta, CD, digital download, media strumieniowe | 3                            | 10                           | 9                            | 16                           | 5                            | 5                            | 28                           | 7                            | 13                           | - CAN: złota płyta                                              |
| 2023 | Think Later - Data wydania: 8 grudnia 2023 - Wytwórnia: RCA - Format: CD, digital download, media strumieniowe                       | 3                            | 2                            | 6                            | 6                            | 2                            | 4                            | 4                            | 5                            | 4                            | - CAN: platynowa płyta - NZ: złota płyta - POL: platynowa płyta |
| 2025 | So Close to What - Data wydania: 21 lutego 2025 - Wytwórnia: RCA - Format: CD, digital download, media strumieniowe                  | 1                            | 1                            | 1                            | 1                            | 1                            | 1                            | 2                            | 2                            | 1                            | -                                                               |

### EP
| Rok  | Album | Najwyższe pozycje na listach | Najwyższe pozycje na listach | Najwyższe pozycje na listach | Najwyższe pozycje na listach | Najwyższe pozycje na listach | Najwyższe pozycje na listach | Certyfikat                            |
| Rok  | Album | CAN                          | AUS                          | NOR                          | NZ                           | US                           | US Heat.                     | Certyfikat                            |
| ---- | --- | ---------------------------- | ---------------------------- | ---------------------------- | ---------------------------- | ---------------------------- | ---------------------------- | ------------------------------------- |
| 2020 | All the Things I Never Said - Data wydania: 24 stycznia 2020 - Wytwórnia: RCA - Format: digital download, media strumieniowe | –                            | –                            | –                            | –                            | –                            | 16                           |                                       |
| 2021 | Too Young to Be Sad - Data wydania: 26 marca 2021 - Wytwórnia: RCA - Format: digital download, media strumieniowe            | 23                           | 97                           | 14                           | 40                           | 94                           | –                            | - CAN: złota płyta - POL: złota płyta |

### Single
| Rok  | Tytuł                                 | Najwyższe pozycje na listach | Najwyższe pozycje na listach | Najwyższe pozycje na listach | Najwyższe pozycje na listach | Najwyższe pozycje na listach | Najwyższe pozycje na listach | Najwyższe pozycje na listach | Najwyższe pozycje na listach | Najwyższe pozycje na listach | Najwyższe pozycje na listach | Certyfikat | Album                       |
| Rok  | Tytuł                                 | CAN                          | AUS                          | BEL (Fl)                     | IRL                          | NLD                          | NOR                          | NZ                           | SWE                          | UK                           | US                           | Certyfikat | Album                       |
| ---- | ------------------------------------- | ---------------------------- | ---------------------------- | ---------------------------- | ---------------------------- | ---------------------------- | ---------------------------- | ---------------------------- | ---------------------------- | ---------------------------- | ---------------------------- | --- | --------------------------- |
| 2017 | „One Day”                             | –                            | –                            | –                            | –                            | –                            | –                            | –                            | –                            | –                            | –                            | - CAN: złota płyta - US: złota płyta | One Day                     |
| 2017 | „Hung Up on You”                      | –                            | –                            | –                            | –                            | –                            | –                            | –                            | –                            | –                            | –                            | | One Day                     |
| 2017 | „Hard to Find”                        | –                            | –                            | –                            | –                            | –                            | –                            | –                            | –                            | –                            | –                            | | One Day                     |
| 2018 | „Teenage Mind”                        | –                            | –                            | –                            | –                            | –                            | –                            | –                            | –                            | –                            | –                            | | One Day                     |
| 2018 | „Shoulder to Shoulder”                | –                            | –                            | –                            | –                            | –                            | –                            | –                            | –                            | –                            | –                            | | One Day                     |
| 2018 | „Distant”                             | –                            | –                            | –                            | –                            | –                            | –                            | –                            | –                            | –                            | –                            | | One Day                     |
| 2018 | „Can’t Get It Out”                    | –                            | –                            | –                            | –                            | –                            | –                            | –                            | –                            | –                            | –                            | | One Day                     |
| 2018 | „Drown”                               | –                            | –                            | –                            | –                            | –                            | –                            | –                            | –                            | –                            | –                            | | One Day                     |
| 2019 | „Slip”                                | –                            | –                            | –                            | –                            | –                            | –                            | –                            | –                            | –                            | –                            | | One Day                     |
| 2019 | „Kids Are Alright”                    | –                            | –                            | –                            | –                            | –                            | –                            | –                            | –                            | –                            | –                            | | –                           |
| 2019 | „Tear Myself Apart”                   | –                            | –                            | –                            | –                            | –                            | –                            | –                            | –                            | –                            | –                            | | All the Things I Never Said |
| 2019 | „All My Friends Are Fake”             | –                            | –                            | –                            | –                            | –                            | –                            | –                            | –                            | –                            | –                            | | All the Things I Never Said |
| 2019 | „Stupid”                              | 60                           | –                            | –                            | 98                           | –                            | –                            | –                            | –                            | –                            | –                            | - CAN: złota płyta - US: złota płyta | All the Things I Never Said |
| 2020 | „You Broke Me First”                  | 8                            | 7                            | 4                            | 3                            | 10                           | 4                            | 12                           | 7                            | 3                            | 17                           | - CAN: 7× platynowa płyta - AUS: 8× platynowa płyta - BEL: platynowa płyta - UK: 2× platynowa płyta - SWE: 3× platynowa płyta - NOR: 4× platynowa płyta - POL: 2× platynowa płyta - US: 3× platynowa płyta | Too Young to Be Sad         |
| 2020 | „Vicious” (z Lilem Moseyem)           | –                            | –                            | –                            | –                            | –                            | –                            | –                            | –                            | –                            | –                            | | –                           |
| 2020 | „Don't Be Sad”                        | –                            | –                            | –                            | –                            | –                            | –                            | –                            | –                            | –                            | –                            | | –                           |
| 2020 | „Lie to Me” (z Alim Gatiem)           | 76                           | –                            | –                            | –                            | –                            | –                            | –                            | –                            | –                            | –                            | - CAN: złota płyta | The Idea of Her             |
| 2020 | „R U OK”                              | –                            | –                            | –                            | –                            | –                            | –                            | –                            | –                            | –                            | –                            | | Too Young to Be Sad         |
| 2021 | „Rubberband”                          | 91                           | –                            | –                            | –                            | –                            | –                            | –                            | –                            | –                            | –                            | | Too Young to Be Sad         |
| 2021 | „Bad Ones”                            | –                            | –                            | –                            | –                            | –                            | –                            | –                            | –                            | –                            | –                            | | Too Young to Be Sad         |
| 2021 | „You” (z Regardem i Troye’em Sivanem) | 38                           | 51                           | 50                           | 50                           | 30                           | –                            | –                            | 68                           | 46                           | 58                           | - CAN: 2× platynowa płyta - UK: srebrna płyta - US: platynowa płyta - POL: złota płyta | –                           |
| 2021 | „U Love U” (z Blackbearem)            | 91                           | –                            | –                            | –                            | –                            | –                            | –                            | –                            | –                            | –                            | | Misery Lake                 |
| 2021 | „Working” (z Khalidem)                | 47                           | –                            | –                            | 74                           | –                            | –                            | –                            | –                            | –                            | 88                           | - CAN: złota płyta | –                           |
| 2021 | „That Way” (z Jeremym Zuckerem)       | –                            | –                            | –                            | –                            | –                            | –                            | –                            | –                            | 82                           | –                            | - POL: złota płyta | –                           |
| 2021 | „Feel Like Shit”                      | 35                           | 54                           | –                            | 29                           | 70                           | 21                           | –                            | 90                           | 52                           | –                            | - CAN: platynowa płyta - US: złota płyta | I Used to Think I Could Fly |
| 2022 | „She’s All I Wanna Be”                | 10                           | 19                           | 21                           | 6                            | 32                           | 8                            | 36                           | 24                           | 14                           | 44                           | - CAN: 3× platynowa płyta - AUS: platynowa płyta - UK: platynowa płyta - SWE: złota płyta - US: platynowa płyta                                                                                            | I Used to Think I Could Fly |
| 2022 | „Chaotic”                             | 21                           | 39                           | –                            | 15                           | 69                           | 16                           | –                            | 45                           | 36                           | 80                           | - CAN: złota płyta | I Used to Think I Could Fly |
| 2022 | „What Would You Do?”                  | 55                           | 100                          | –                            | 53                           | –                            | –                            | –                            | –                            | 84                           | –                            | - CAN: złota płyta | I Used to Think I Could Fly |
| 2022 | „Uh Oh”                               | 28                           | 61                           | –                            | 27                           | –                            | –                            | –                            | –                            | 76                           | –                            | | –                           |
| 2022 | „10:35” (z Tiësto)                    | 18                           | 13                           | 23                           | 5                            | 16                           | 19                           | 29                           | 40                           | 8                            | 69                           | - CAN: 4× platynowa płyta - AUS: platynowa płyta - UK: platynowa płyta - US: platynowa płyta - POL: platynowa płyta                                                                                        | Drive                       |
| 2023 | „Greedy”                              | 1                            | 2                            | 3                            | 2                            | 1                            | 1                            | 2                            | 6                            | 3                            | 3                            | - CAN: platynowa płyta - AUS: 6× platynowa płyta - BEL: 2× platynowa płyta - UK: platynowa płyta - POL: 3× platynowa płyta                                                                                 | Think Later                 |
| 2023 | „Exes”                                | 9                            | 15                           | 35                           | 11                           | 26                           | 12                           | 14                           | 27                           | 12                           | 34                           | - CAN: platynowa płyta - AUS: 2× platynowa płyta - BEL: 2× platynowa płyta - UK: srebrna płyta - POL: złota płyta                                                                                          | Think Later                 |
| 2024 | „It’s OK I’m OK”                      | 12                           | 14                           | –                            | 13                           | 42                           | 14                           | 12                           | 39                           | 14                           | 20                           | - CAN: złota płyta - AUS: złota płyta - UK: srebrna płyta - NZ: złota płyta - US: złota płyta | So Close to What            |